# Бољарово
Бољарово (буг. Болярово) град је у Републици Бугарској, у југоисточном делу земље, седиште истоимене општине Бољарово у оквиру Јамболске области.

## Географија
Положај: Бољарово се налази у југоисточном делу Бугарске, близу државне границе са Турском — 18 km јужно од града. Од престонице Софије град је удаљен 350 km источно, а од обласног средишта, Јамбола град је удаљен 55 km југоисточно.
Рељеф: Област Бољарова се налази на источном ободу Горњетракијске котлине, у области долине Тунџе. Град се сместио у равничарском подручју, на око 200 m надморске висине.
Клима: Клима у Бољарову је измењено континентална клима са утицајем оближњег Егејског мора.
Воде: Кроз област Бољарова протиче више мањих водотока, који се уливају у оближњу реку Тунџу.

## Историја
Област Бољарова је првобитно била насељена Трачанима, а после њих овом облашћу владају стари Рим и Византија. Јужни Словени ово подручје насељавају у 7. веку. Од 9. века до 1373. године област је била у саставу средњовековне Бугарске.
Крајем 14. века област Бољарова је пала под власт Османлија, који владају облашћу 5 векова.
Године 1885. град је постао део савремене бугарске државе. Насеље постоје убрзо средиште окупљања за села у околини, са више јавних установа и трговиштем.

## Становништво
По проценама из 2010. године Бољарово је имало око 1.300 становника. Огромна већина градског становништва су етнички Бугари. Остатак су махом Роми. Последњих 20ак година град губи становништво због удаљености од главних токова развоја у земљи.
Претежан вероисповест месног становништва је православље.